# Vladimir Milić
Vladimir Milić (Zara, 23 ottobre 1955) è un ex pesista jugoslavo.
Ha vinto un titolo europeo indoor ai Campionati europei indoor di Milano 1982.

## Palmarès
| Anno | Manifestazione          | Sede       | Evento         | Risultato | Misura  | Note              |
| ---- | ----------------------- | ---------- | -------------- | --------- | ------- | ----------------- |
| 1979 | Giochi del Mediterraneo | Spalato    | Getto del peso | Oro       | 20,58 m | Record dei Giochi |
| 1980 | Olimpiadi               | Mosca      | Getto del peso | 8º        | 20,07 m |                   |
| 1982 | Europei indoor          | Milano     | Getto del peso | Oro       | 20,45 m |                   |
| 1982 | Europei                 | Atene      | Getto del peso | 4º        | 20,52 m |                   |
| 1983 | Europei indoor          | Budapest   | Getto del peso | 5º        | 19,21 m |                   |
| 1983 | Giochi del Mediterraneo | Casablanca | Getto del peso | Bronzo    | 19,40 m |                   |
| 1983 | Mondiali                | Helsinki   | Getto del peso | 9º        | 19,71 m |                   |
| 1986 | Europei                 | Stoccarda  | Getto del peso | 7º        | 19,85 m |                   |
| 1987 | Europei indoor          | Liévin     | Getto del peso | 7º        | 19,30 m |                   |

## Campionati nazionali
- 6 volte campione nazionale nel getto del peso (1976, 1978/1980, 1985/1986)
- 3 volte nel lancio del disco (1976/1978)